# Hrabstwo Pennington (Dakota Południowa)
Hrabstwo Pennington (ang. Pennington County) – hrabstwo w stanie Dakota Południowa w Stanach Zjednoczonych. Obszar całkowity hrabstwa obejmuje powierzchnię 2784,31 mil² (7211,33 km²). Według szacunków United States Census Bureau w roku 2009 miało 100 850 mieszkańców.
Hrabstwo powstało w 1875 roku. Na jego terenie znajdują się następujące gminy (townships): Ash, Castle Butte, Cedar Butte, Conata, Crooked Creek, Flat Butte, Imlay, Lake Creek, Lake Flat, Lake Hill, Owanka, Peno, Rainy Creek/Cheyenne, Scenic, Shyne, Sunnyside.

## Miejscowości
- Box Elder
- Hill City
- Keystone
- New Underwood
- Rapid City
- Wall
- Wasta
- Quinn

## CDP
- Ashland Heights
- Rapid Valley
- Colonial Pine Hills
- Green Valley